# Sławęcice Górowskie Dworzec Mały
Sławęcice Górowskie Dworzec Mały – zlikwidowana stacja kolejowa w Sławęcicach na linii kolejowej Krzelów – Leszno Dworzec Mały, w powiecie górowskim, w województwie dolnośląskim, w Polsce.